# Belorusskaja železnaja doroga
Belorusskaja železnaja doroga (in russo Белорусская железная дорога?; in bielorusso Беларуская чыгунка?, Belaruskaja čygunka) abbreviato in BŽD o BC è una azienda ferroviaria della Bielorussia, interamente controllata dal governo.

## Storia
L'azienda è stata costituita nel 1992, in seguito alla dissoluzione dell'Unione Sovietica, ereditando la rete ferroviaria dalle Ferrovie Sovietiche. L'azienda dipende dal ministero dei trasporti ed è composta da 85 organizzazioni ed entità di varia natura e status legale, la rete è divisa in sei dipartimenti territoriali: Minsk, Baranavičy, Brėst, Homel', Mahilëŭ e Vicebsk.

## Mappa della rete ferroviaria bielorussa

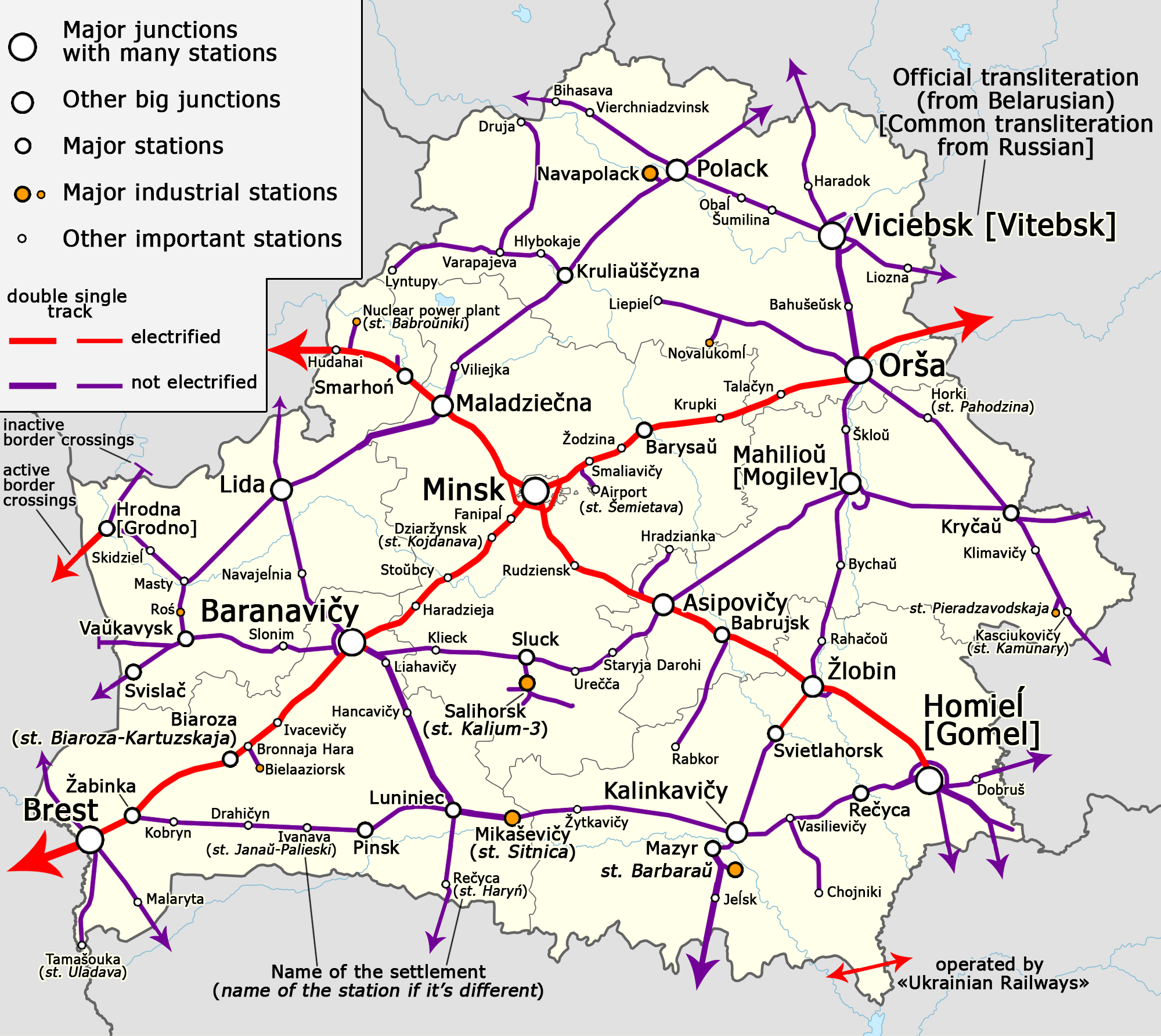
Mappa del sistema

## Rete
L'intera rete è costituita scartamento largo di tipo russo (1524 mm) e si estende per 5.497 km, di cui 874 sono elettrificati a 25.000 volt 50 Hz.

## Galleria d'immagini

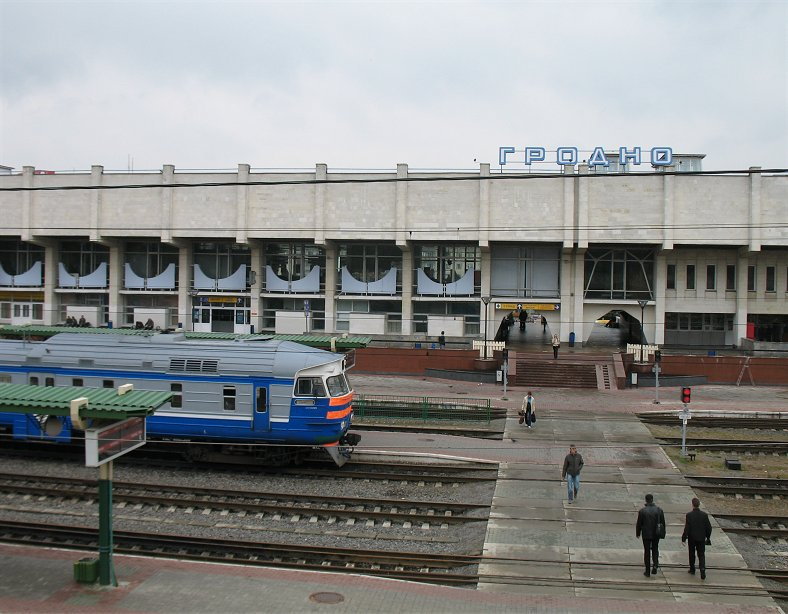
Stazione principale di Hrodna
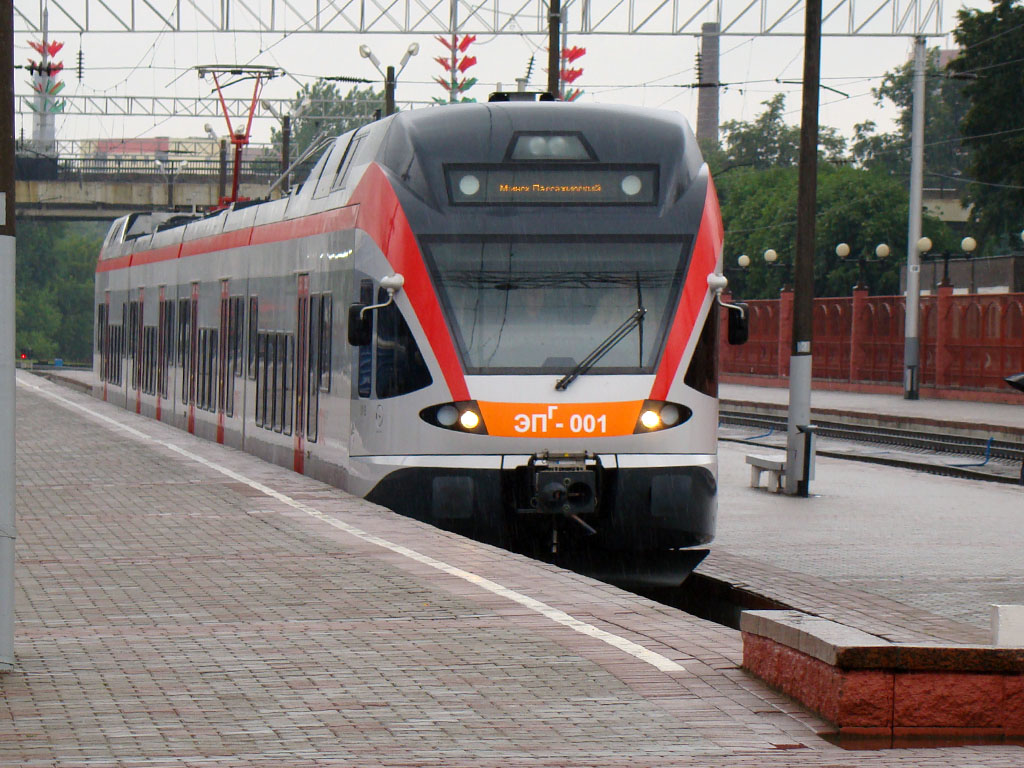
Stadler FLIRT a Minsk.
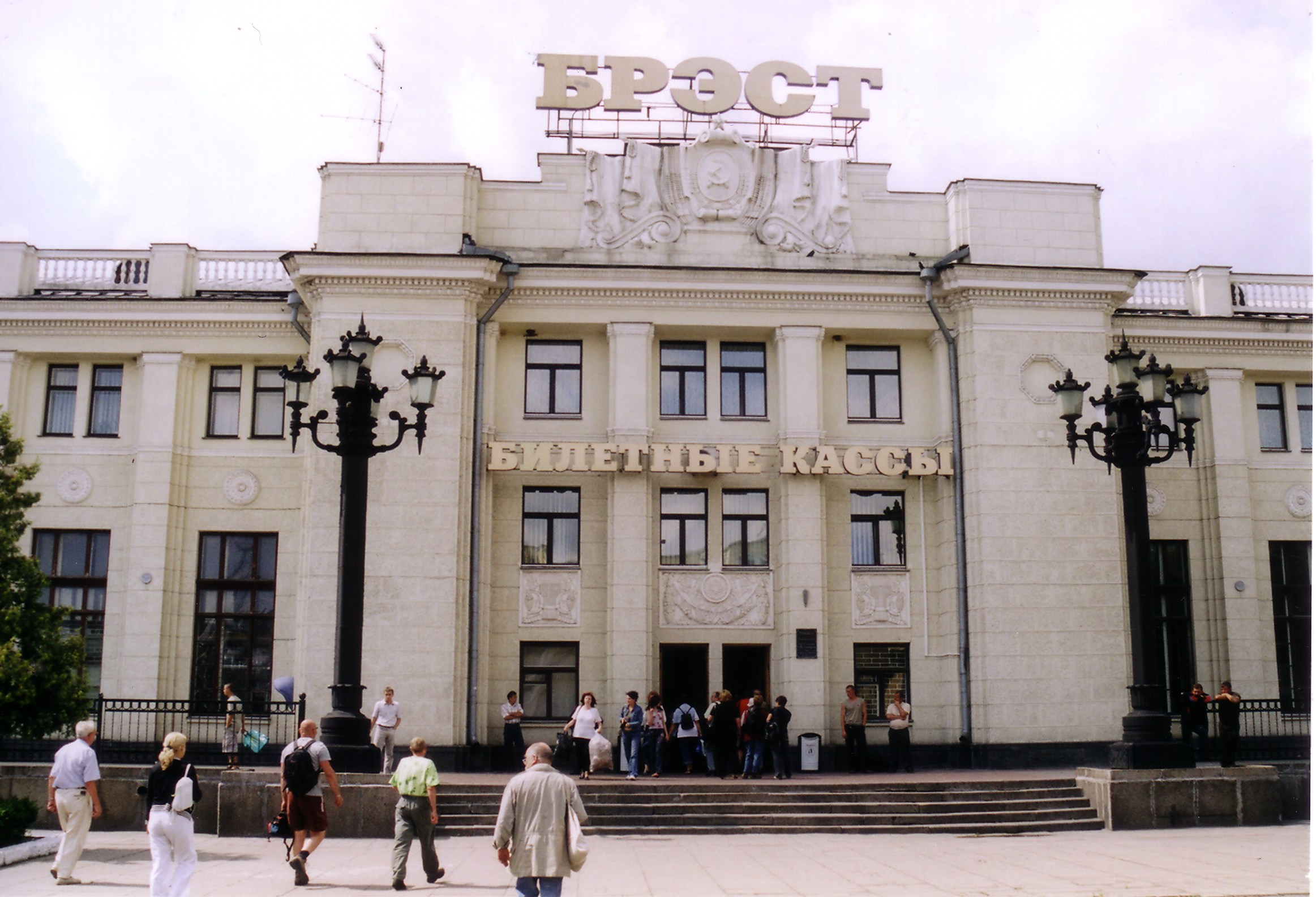
Stazione principale di Brėst
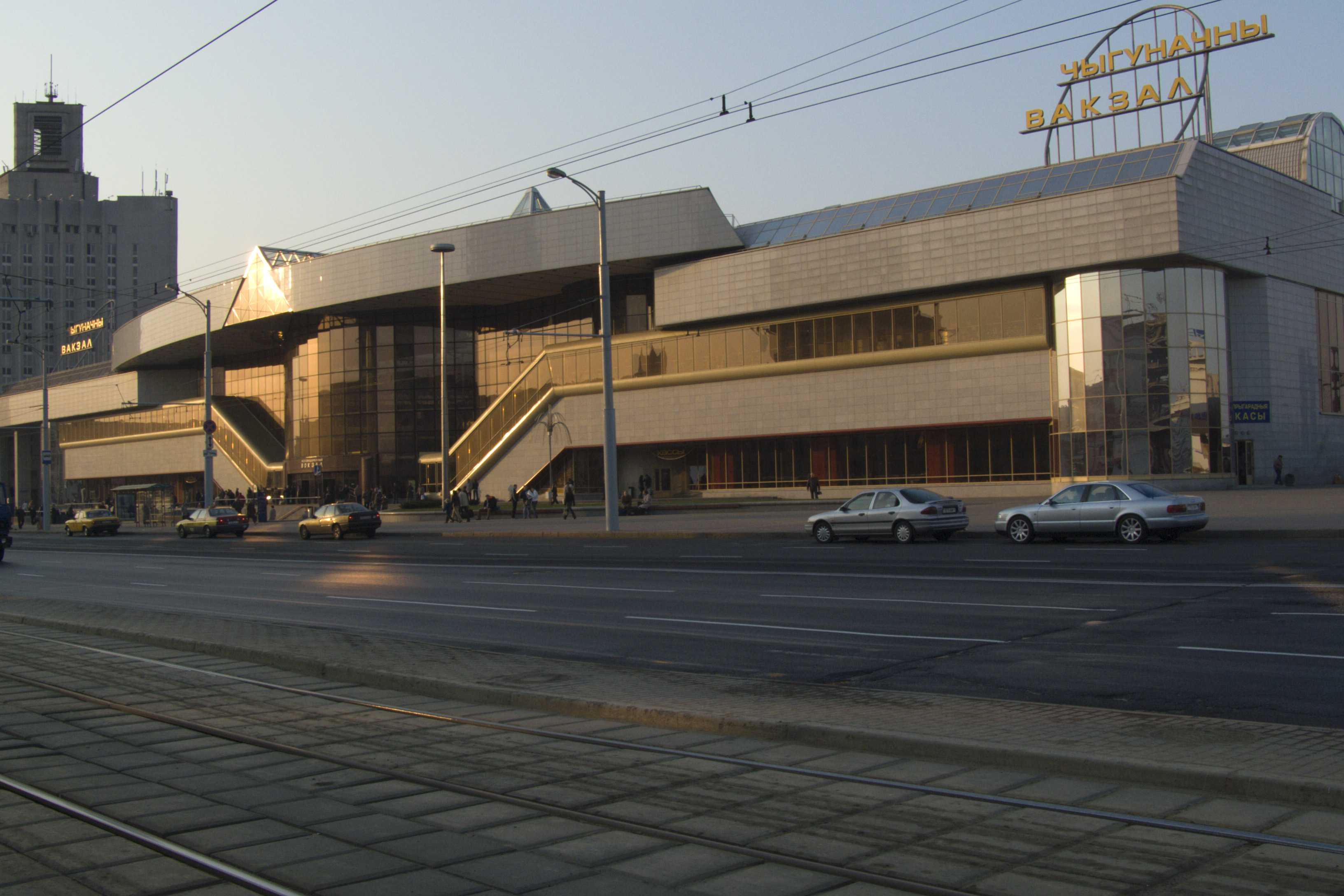
Stazione ferroviaria di Minsk, la più grande della Bielorussia.